# Ред-Дог (аэропорт)
Аэропорт Ред-Дог (англ. Red Dog Airport), (ИАТА: RDB, ИКАО: PADG, FAA LID: DGG) — частный гражданский аэропорт, расположенный в населённом пункте Ред-Дог-Майн (Аляска), США. Аэропорт находится в собственности компании NANA (Northwest Arctic Native Association) Regional Corporation.
По данным статистики Федерального управления гражданской авиации США услугами аэропорта в 2005 году воспользовалось 7 968 человек, в предыдущем 2005 году — 8475 пассажиров (105 на регулярных коммерческих маршрутах и 8370 на рейсах аэротакси и авиации общего назначения.

## Инфраструктура
Аэропорт Ред-Дог находится на высоте 295 метров над уровнем моря и эксплуатирует одну взлётно-посадочную полосу:
- 2/20 размерами 1924 x 30 метров с асфальтовым покрытием.